# Quercus fernaldii
Quercus fernaldii är en bokväxtart som beskrevs av William Trelease. Quercus fernaldii ingår i släktet ekar, och familjen bokväxter. Inga underarter finns listade.